# Chicalpextle
Chicalpextle är en ort i Mexiko.   Den ligger i kommunen Ixmatlahuacan och delstaten Veracruz, i den sydöstra delen av landet, 400 km öster om huvudstaden Mexico City. Chicalpextle ligger 7 meter över havet och antalet invånare är 709.
Terrängen runt Chicalpextle är mycket platt. Runt Chicalpextle är det ganska glesbefolkat, med 43 invånare per kvadratkilometer. Närmaste större samhälle är Cosamaloapan de Carpio, 4,3 km sydost om Chicalpextle. Trakten runt Chicalpextle består till största delen av jordbruksmark.